# Meromyza vladimirovae
Meromyza vladimirovae är en tvåvingeart som beskrevs av Lidia Ivanovna Fedoseeva 1978. Meromyza vladimirovae ingår i släktet Meromyza och familjen fritflugor. Inga underarter finns listade i Catalogue of Life.